# Persone di nome Louise
| Questa pagina contiene informazioni ricavate automaticamente dalle voci biografiche con l'ausilio del template Bio e di un bot. L'aggiornamento è periodico e automatico e ricostruisce completamente la pagina. Se manca una persona in questa lista, sei pregato di non aggiungerla, ma accertati piuttosto che la sua voce biografica contenga il template Bio e che i dati anagrafici siano correttamente compilati. Se il template Bio manca, inseriscilo tu stesso o, in alternativa, metti l'avviso {{tmp\|Bio}} che ne segnala la mancanza. Se i dati riportati sono sbagliati, correggi direttamente la voce biografica; le modifiche saranno visibili in questa lista entro pochi giorni. Per chiarimenti vedi il progetto antroponimi. La lista contiene solo le 150 persone che sono citate nell'enciclopedia e per le quali è stato implementato correttamente il template Bio. Pagina aggiornata al 6 giu 2025. |

Questa è una lista di persone presenti nell'enciclopedia che hanno il nome Louise, suddivise per attività principale.

## Altiste(1)
- Louise Ritter, ex altista statunitense (Dallas, n. 1958)

## Anarchiche(1)
- Louise Michel, anarchica, insegnante e scrittrice francese (Vroncourt-la-Côte, n. 1830 - Marsiglia, † 1905)

## Artiste(1)
- Louise Hervieu, artista e scrittrice francese (Alençon, n. 1858 - Versailles, † 1954)

## Assassine seriali(1)
- Louise Preslar, serial killer statunitense (Bienville, n. 1880 - Carcere di San Quintino, † 1947)

## Astronome(1)
- Louise du Pierry, astronoma francese (La Ferté-Bernard, n. 1746 - † 1807)

## Attiviste(1)
- Louise Olivereau, attivista, pacifista e anarchica statunitense (Douglas, n. 1884 - San Francisco, † 1963)

## Attrici(35)
- Louise Allbritton, attrice statunitense (Oklahoma City, n. 1920 - Puerto Vallarta, † 1979)
- Louise Barnes, attrice sudafricana (Johannesburg, n. 1974)
- Louise Beavers, attrice statunitense (Cincinnati, n. 1902 - Hollywood, † 1962)
- Louise Brealey, attrice e giornalista britannica (Northampton, n. 1979)
- Louise Brooks, attrice, ballerina e showgirl statunitense (Cherryvale, n. 1906 - Rochester, † 1985)
- Louise Cardoso, attrice brasiliana (Rio de Janeiro, n. 1955)
- Louise Chevillotte, attrice francese (Parigi, n. 1995)
- Louise Currie, attrice statunitense (Oklahoma City, n. 1913 - Santa Monica, † 2013)
- Louise Dearman, attrice e cantante britannica (Bletchley, n. 1979)
- Louise Dresser, attrice statunitense (Evansville, n. 1878 - Woodland Hills, † 1965)
- Louise Fazenda, attrice statunitense (Lafayette, n. 1895 - Beverly Hills, † 1962)
- Louise Glaum, attrice statunitense (Baltimora, n. 1888 - Los Angeles, † 1970)
- Louise Gold, attrice, cantante e doppiatrice britannica (Londra, n. 1956)
- Louise Grinberg, attrice francese (Parigi, n. 1993)
- Louise Closser Hale, attrice statunitense (Chicago, n. 1872 - Los Angeles, † 1933)
- Louise Henry, attrice statunitense (Syracuse, n. 1911 - New York, † 1967)
- Louise Dumont, attrice e direttrice teatrale tedesca (Colonia, n. 1862 - Düsseldorf, † 1932)
- Louise Huff, attrice statunitense (Columbus, n. 1895 - New York, † 1973)
- Louise Jameson, attrice britannica (Londra, n. 1951)
- Louise Lagrange, attrice francese (Orano, n. 1898 - Parigi, † 1979)
- Louise Lasser, attrice statunitense (New York, n. 1939)
- Louise Latham, attrice statunitense (Hamilton, n. 1922 - Montecito, † 2018)
- Louise Lester, attrice statunitense (Milwaukee, n. 1867 - Hollywood, † 1952)
- Louise Lombard, attrice britannica (Londra, n. 1970)
- Louise Lorraine, attrice statunitense (San Francisco, n. 1904 - New York, † 1981)
- Louise Lovely, attrice australiana (Sydney, n. 1895 - Hobart, † 1980)
- Louisa Lytton, attrice britannica (Londra, n. 1989)
- Louise Monot, attrice francese (Parigi, n. 1981)
- Louise Pitre, attrice e cantante canadese (Toronto, n. 1957)
- Louise Platt, attrice statunitense (Stamford, n. 1915 - Greenport, † 2003)
- Louise Plowright, attrice inglese (Congleton, n. 1956 - † 2016)
- Louise Sorel, attrice statunitense (Los Angeles, n. 1940)
- Louise Beatrice Stratten, attrice canadese (Vancouver, n. 1968)
- Louise Troy, attrice statunitense (New York, n. 1933 - New York, † 1994)
- Louise Vale, attrice statunitense (n. 1881 - Madison, † 1918)

## Attrici teatrali(1)
- Louise Rosalie Allan-Despréaux, attrice teatrale francese (Mons, n. 1810 - Parigi, † 1856)

## Avvocate(1)
- Louise Bonadio, avvocato e editore svizzera (Ginevra, n. 1985)

## Bibliste(1)
- Louise Pettibone Smith, biblista e traduttrice statunitense (Ogdensburg, n. 1887 - † 1981)

## Biologhe(1)
- Louise Rickard, biologa, docente e rugbista a 15 britannica (Warrington, n. 1970)

## Calciatori(1)
- Louise Parfait, calciatore camerunese (Yaoundé, n. 1990)

## Calciatrici(7)
- Louise Eriksen, calciatrice danese (Middlefart, n. 1995)
- Louise Fleury, calciatrice francese (L'Aigle, n. 1997)
- Louise McDaniel, calciatrice nordirlandese (n. 2000)
- Louise Quinn, calciatrice irlandese (Blessington, n. 1990)
- Louise Ringsing, calciatrice danese (Næstved, n. 1996)
- Louise Schillgard, calciatrice svedese (Stoccolma, n. 1989)
- Louise Winter, calciatrice danese (n. 1987)

## Cantanti(10)
- Gabrielle, cantante britannica (Londra, n. 1969)
- Louise Carver, cantante, cantautrice e pianista sudafricana (Città del Capo, n. 1979)
- Louise Dubiel, cantante danese (Vesterbro, n. 1985)
- Louise Ellerbæk, cantante e produttrice televisiva danese (Silkeborg, n. 1969)
- Louise Espersen, cantante danese (Thorning, n. 1992)
- Anneke Grönloh, cantante olandese (Tondano, n. 1942 - Arleuf, † 2018)
- Lou Hoffner, cantante tedesca (Waghäusel, n. 1963)
- Louise Mandrell, cantante, chitarrista e violinista statunitense (Corpus Christi, n. 1954)
- Louise Redknapp, cantante e personaggio televisivo britannica (Lewisham, n. 1974)
- Tracy Spencer, cantante, attrice e ex modella britannica (Londra, n. 1962)

## Compositrici(1)
- Louise Farrenc, compositrice, pianista e insegnante francese (Parigi, n. 1804 - Parigi, † 1875)

## Conduttrici televisive(1)
- Louise Roe, conduttrice televisiva, modella e giornalista inglese (Surrey, n. 1981)

## Contralti(2)
- Louise Homer, contralto statunitense (Pittsburgh, n. 1871 - Winter Park, † 1947)
- Louise Kirkby Lunn, contralto inglese (Manchester, n. 1873 - Londra, † 1930)

## Danzatrici(3)
- Louise Rasmussen, ballerina e attrice teatrale danese (Copenaghen, n. 1815 - Genova, † 1874)
- Louise Stichel, ballerina e coreografa italiana (Milano, n. 1856 - Parigi, † 1942)
- Louise Weber, ballerina francese (Clichy, n. 1866 - Parigi, † 1929)

## Esploratrici(1)
- Louise Boyd, esploratrice, fotografa e botanica statunitense (San Rafael, n. 1887 - San Francisco, † 1972)

## Filantrope(1)
- Louise Paget, filantropa britannica (Londra, n. 1881 - Kingston upon Hull, † 1958)

## First lady(1)
- Lou Hoover, first lady statunitense (Waterloo, n. 1874 - New York, † 1944)

## Fotografe(5)
- Louise Abel, fotografa norvegese (Goldberg, n. 1841 - † 1907)
- Louise Dahl-Wolfe, fotografa statunitense (San Francisco, n. 1895 - Allendale, † 1989)
- Louise Deglane, fotografa francese (Parigi, n. 1868 - Marquay, † 1936)
- Louise Lawler, fotografa e artista statunitense (n. 1947)
- Franziska Möllinger, fotografa svizzera (Spira, n. 1817 - Zurigo, † 1880)

## Giavellottiste(1)
- Louise Currey, ex giavellottista australiana (Port Kembla, n. 1969)

## Giornaliste(2)
- Louise Bryant, giornalista e scrittrice statunitense (San Francisco, n. 1885 - Sèvres, † 1936)
- Louise Weiss, giornalista, politica e scrittrice francese (Arras, n. 1893 - Parigi, † 1983)

## Giudici di tennis(1)
- Louise Engzell, giudice di tennis svedese (Sollentuna, n. 1980)

## Incisori(1)
- Louise Françoise Tardieu, incisore e grafica francese (Parigi, n. 1719 - Parigi, † 1762)

## Magistrati(1)
- Louise Arbour, magistrato canadese (Montréal, n. 1947)

## Modelle(2)
- Louise Cliffe, modella, attrice e cantante britannica (Middleton, n. 1986)
- Louise Glover, modella e fotografa britannica (St Helens, n. 1983)

## Nobildonne(4)
- Louise de Prie, nobildonna francese (n. 1624 - Versailles, † 1709)
- Stephanie Dominikovna Radziwill, nobildonna polacca (Parigi, n. 1809 - Bad Ems, † 1832)
- Louise de Guéhéneuc, nobildonna francese (Parigi, n. 1782 - Parigi, † 1856)
- Louise de Montmorency, nobildonna francese (n. 1496 - † 1547)

## Nobili(3)
- Louise de Kérouaille, nobile (Brest, n. 1649 - Parigi, † 1734)
- Louise d'Aumont, nobile francese (Parigi, n. 1759 - Parigi, † 1826)
- Louise de Rohan, nobile francese (Parigi, n. 1704 - Chevilly, † 1780)

## Nuotatrici(4)
- Louise Hansson, nuotatrice svedese (Salem, n. 1996)
- Louise Jöhncke, ex nuotatrice svedese (Stoccolma, n. 1976)
- Louise Karlsson, ex nuotatrice svedese (n. 1974)
- Louise Otto, nuotatrice tedesca (n. 1896 - † 1975)

## Ostacoliste(1)
- Louise Maraval, ostacolista e velocista francese (Cholet, n. 2001)

## Pentatlete(1)
- Louise Helyer, pentatleta britannica (n. 1985)

## Pittrici(7)
- Louise Abbéma, pittrice francese (Étampes, n. 1853 - Parigi, † 1927)
- Louise Marie Acoquat, pittrice francese (Pontivy, n. 1853 - † 1941)
- Louise Catherine Breslau, pittrice tedesca (Monaco di Baviera, n. 1856 - Parigi, † 1927)
- Louise De Hem, pittrice belga (Ypres, n. 1866 - Forest, † 1922)
- Louise Jopling, pittrice e poetessa inglese (Manchester, n. 1843 - † 1933)
- Louise Moillon, pittrice francese (Parigi, n. 1610 - Parigi, † 1696)
- Louise Rayner, pittrice britannica (Matlock Bath, n. 1832 - St Leonards-on-Sea, † 1924)

## Poetesse(5)
- Louise Bennett, poetessa e scrittrice giamaicana (Kingston, n. 1919 - Toronto, † 2006)
- Louise Bogan, poetessa e critica letteraria statunitense (Livermore Falls, n. 1897 - New York, † 1970)
- Louise Colet, poetessa francese (Aix-en-Provence, n. 1810 - Parigi, † 1876)
- Louise Glück, poetessa e saggista statunitense (New York, n. 1943 - Cambridge, † 2023)
- Louise Labé, poetessa francese (Lione - Parcieux, † 1566)

## Politiche(7)
- Louise Bours, politica britannica (Congleton, n. 1968)
- Louise Haigh, politica britannica (Sheffield, n. 1987)
- Louise Keilhau, politica, docente e attivista norvegese (Kristiansand, n. 1860 - Oslo, † 1927)
- Louise Lake-Tack, politica antiguo-barbudana (Parrocchia di Saint Philip, n. 1944)
- Louise McKinney, politica canadese (Frankville, n. 1868 - Claresholm, † 1931)
- Louise Mushikiwabo, politica ruandese (Kigali, n. 1961)
- Louise Goff Reece, politica statunitense (Milwaukee, n. 1898 - Johnson City, † 1970)

## Principesse(1)
- Louise de Coligny, principessa (Chatillon-sur-Loing, n. 1555 - Fontainebleau, † 1620)

## Psicoanaliste(1)
- Louise J. Kaplan, psicoanalista e scrittrice statunitense (New York, n. 1929 - New York, † 2012)

## Rapper(1)
- Lady Sovereign, rapper britannica (Londra, n. 1985)

## Sciatrici alpine(1)
- Louise Myrling, ex sciatrice alpina svedese (n. 2000)

## Scrittrici(13)
- Louise Aston, scrittrice tedesca (Gröningen, n. 1814 - Wangen im Allgäu, † 1871)
- Louise Dean, scrittrice britannica (Hastings, n. 1970)
- Louise Doughty, scrittrice, drammaturga e giornalista britannica (Melton Mowbray, n. 1963)
- Louise d'Épinay, scrittrice francese (Valenciennes, n. 1726 - Parigi, † 1783)
- Louise Fitzhugh, scrittrice e illustratrice statunitense (n. 1928 - † 1974)
- Louise Hamilton Caico, scrittrice e fotografa italiana (Nizza, n. 1861 - Palermo, † 1927)
- Louise Hay, scrittrice e editrice statunitense (Los Angeles, n. 1926 - Los Angeles, † 2017)
- Louise Lévèque de Vilmorin, scrittrice, poetessa e sceneggiatrice francese (Verrières-le-Buisson, n. 1902 - Parigi, † 1969)
- Louise Elisabeth de Croÿ, scrittrice francese (Parigi, n. 1749 - Parigi, † 1832)
- Louise Otto-Peters, scrittrice tedesca (Meißen, n. 1819 - Lipsia, † 1895)
- Louise Penny, scrittrice, giornalista e conduttrice radiofonica canadese (Toronto, n. 1958)
- Louise Rennison, scrittrice britannica (Leeds, n. 1951 - Brighton, † 2016)
- Louise Welsh, scrittrice e romanziera britannica (Londra, n. 1965)

## Scultrici(2)
- Louise Bourgeois, scultrice e artista francese (Parigi, n. 1911 - New York, † 2010)
- Louise Nevelson, scultrice ucraina (Kiev, n. 1899 - New York, † 1988)

## Tenniste(4)
- Louise Allen, ex tennista statunitense (n. 1962)
- Louise Bickerton, tennista australiana (Clifton Hill, n. 1902 - † 1998)
- Louise Field, ex tennista australiana (n. 1967)
- Louise Latimer, ex tennista britannica (Norwich, n. 1978)

## Violiniste(1)
- Louise Justine Delbos, violinista e compositrice francese (Parigi, n. 1906 - Hauts-de-Seine, † 1959)

## Senza attività specificata(8)
- Louise Brown, britannica (Oldham, n. 1978)
- Louise Sébastienne Danton Dupin, francese (Parigi, n. 1776 - Parigi, † 1856)
- Louise Jacobson, francese (Parigi, n. 1924 - Auschwitz, † 1943)
- Louise Kink, statunitense (Zurigo, n. 1908 - Milwaukee, † 1992)
- Louise de La Vallière, francese (Tours, n. 1644 - Parigi, † 1710)
- Louise Lehzen, tedesca (Coburgo, n. 1784 - Hannover, † 1870)
- Louise de La Fayette, francese (Vésigneux, n. 1618 - Parigi, † 1665)
- Louise Julie de Mailly, francese (n. 1710 - Parigi, † 1751)